# 荥阳市高级中学
荥阳市高级中学（又称为荥阳高中，简称荥高）是位于中华人民共和国河南省郑州市荥阳市的一所公办寄宿制高级中学，河南省示范性普通高中，位于荥阳市索河路400号。

## 轶事
校门口“荥阳高中”四字系1962年9月郭沫若所题。